# هلال ناجي
هلال ناجي بن زين الدين الشقاقي العلوي (1929 - 2011) علامة وأديب ومحقق وشاعر ودبلوماسي وحقوقي عراقي. ولد في القرنة ملتقى دجلة والفرات في العراق. درس في بغداد وتخرّج بكلية الحقوق عام 1951. مارس المحاماة مدّة، ثم عيّن ممثّلًا دبلوماسيًا في مدريد، ثم طهران حتى عام 1968. انتخب رئيسًا لاتحاد المؤلفين والكتاب العراقيين عام 1973 ومثّل العراق في العديد من المؤتمرات الأدبية والقانونية. له دواوين شعرية عديدة ومؤلفات أدبية ونقدية.

## نشأته
ولد عام 1929 في القرنة (ملتقى دجلة والفرات). تخرج في كلية الحقوق - جامعة بغداد 1951. مارس المحاماة والتأليف، ثم عين ممثلاً دبلوماسياً للعراق في إسبانيا وتونس وإيران، وترك السلك الدبلوماسي 1968.
انتخب رئيساً لاتحاد المؤلفين والكتاب العراقيين 1973. مثل العراق في العديد من المؤتمرات الأدبية والقانونية.

## دواوينه الشعرية
ساقٍ على الدانوب 1959 - أغنية حزن إلى كركوك 1959 - الفجر آت يا عراق 1962 - مرفأ الذكريات 1964 - هذا جنى زرعك ياسامري 1968 - ملحمة الوفاء 1976 - الكشف والبيان 1994 - في خريف العمر 1999 - من ذكريات شاعر 2000.

## أعماله الإبداعية الأخرى
نهاية رئيس (مسرحية) 1970.

## مؤلفاته
له ما يزيد على مائتي عمل مؤلف ومحقق منها:
القومية والاشتراكية في شعر الرصافي - محنة الفكر في العراق (بالاشتراك) - علم التحقيق بين النظرية والتطبيق (بالاشتراك) ــ الزهاوي ــ أثر النكبة في الشعر الفلسطيني، بالإضافة إلى تحقيقاته التي منها: جيش التوشيح للسان الدين بن الخطيب - متخير الألفاظ لابن فارس - أشعار النساء للمزرباني (بالاشتراك مع سامي مكي العاني) - موسوعة تراث الخط العربي؛ وتحوي بين دفتيها 14 رسالة وكتابا. و«ديوان علي بن عبد الرحمن البلوني الصقلي، من شعراء القرن الخامس الهجري»
فاز بجائزة التحقيق من مكتب تنسيق التعريب 1970, وجائزة التقدير الذهبية من جمهورية مصر العربية 1982.

## كتب ومؤلفات عنه
كتبت عن الشاعر وآثاره أكثر من مائة دراسة جمعت في كتاب تذكاري بمناسبة بلوغ الشاعر الستين من عمره.

## وفاته
أصيب بتوسع في الشريان الأبهر، وأمر جلال الطالباني رئيس العراق بنقله للعلاج في الهند، وأجريت له عملية جراحية وكانت ناجحة، ولكن كان لها مضاعفات أدت إلى وفاته وكانت وفاته في الهند في يوم الأحد 30 يناير 2011 ونقل جثمانه إلى السليمانية بكردستان حسب وصيته ودفن في يوم الخميس 3 فبراير 2011م.